# روبرت سیچ
روبرت سیچ (انگلیسی: Robert Sycz؛ زادهٔ ۱۵ نوامبر ۱۹۷۳) قایقران روئینگ اهل لهستان است.
وی در مسابقات کشوری و بین‌المللی در مجموع برندهٔ ۴ مدال طلا، ۳ مدال نقره، ۱ مدال برنز شده‌است.